# Nunatak Crispín
Nunatak Crispín är en nunatak i Antarktis. Den ligger i Västantarktis. Argentina, Chile och Storbritannien gör anspråk på området. Toppen på Nunatak Crispín är 134 meter över havet.
Terrängen runt Nunatak Crispín är platt söderut, men norrut är den kuperad. Trakten är obefolkad. Det finns inga samhällen i närheten.